# 니이다강
니이다강(일본어: 新井田川)는 일본 이와테현에서 아오모리현으로 흘러가는 2급 하천으로 니이다강 수계 본류에 해당한다. 유로연장 78.1 km, 유역면적은 585.4km2이다.

## 지리
니이다강의 원류는 이와테현 구지시의 다타라산과 히라니와 고개에 2곳에 있다. 니이다강은 이와테현의 세쓰나이강과 유키야강 2줄기의 지류로 구성되어 있고, 아오모리현 경계 지점에서 합류해 니이다강으로 불리게 된다. 니이다강 상류에 위치한 하치노헤시 요마사리 지구에는 요마사리 댐이 있다.

## 유역에 있는 자치체
- 아오모리현
  - 하치노헤시
- 이와테현
  - 구노헤군 가루마이정

## 같이 보기
- 요마사리 댐